# Landtag de Mecklembourg-Poméranie-Occidentale
8e législature
Château de Schwerin
Le Landtag de Mecklembourg-Poméranie-Occidentale (en allemand : Landtag Mecklenburg-Vorpommern) est le parlement régional du Land de Mecklembourg-Poméranie-Occidentale. Il se compose de 71 députés élus pour cinq ans au scrutin proportionnel mixte.

## Mode de scrutin
Le Landtag est constitué de 71 députés (en allemand : Mitglied des Landtags, MdL), élus pour une législature de cinq ans au suffrage universel direct et suivant le scrutin proportionnel de Hare.
Chaque électeur dispose de deux voix : la première lui permet de voter pour un candidat de sa circonscription, selon les modalités du scrutin uninominal majoritaire à un tour, le Land comptant un total de 36 circonscriptions ; la seconde voix lui permet de voter en faveur d'une liste de candidats présentée par un parti au niveau du Land.
Lors du dépouillement, l'intégralité des 71 sièges est répartie en fonction des secondes voix récoltées, à condition qu'un parti ait remporté 5 % des voix au niveau du Land. Si un parti a remporté des mandats au scrutin uninominal, ses sièges sont d'abord pourvus par ceux-ci.
Dans le cas où un parti obtient plus de mandats au scrutin uninominal que la proportionnelle ne lui en attribue, la taille du Landtag est augmentée jusqu'à rétablir la proportionnalité.
Entre 1990 et 2006, le Landtag de Mecklembourg-Poméranie-Occidentale était élu pour un mandat de quatre ans.

## Présidents du Landtag
| Nom                       | Nom                             | Durée                             | Parti |
| ------------------------- | ------------------------------- | --------------------------------- | ----- |
|                           | Carl Moltmann (de)              | 1946 - 1952                       | SED   |
|                           | Rainer Prachtl (de)             | 26 octobre 1990 - 26 octobre 1998 | CDU   |
|                           | Hinrich Kuessner (de)           | 26 octobre 1998 - 22 octobre 2002 | SPD   |
| Sylvia Bretschneider (de) | 22 octobre 2002 - 28 avril 2019 | SPD                               |       |
| Birgit Hesse (de)         | depuis le 22 mai 2019           | SPD                               |       |

## Législatures

1re législature.
2e législature.
3e législature.
4e législature.
5e législature.
6e législature.
7e législature.
8e législature.